# Ahmad Sami
Ahmad Sami, Hamad Samy (arab. حامد سامي; ur. w 1899 w Aleksandrii) – egipski sztangista, uczestnik Igrzysk Olimpijskich 1920 i 1924.
W swym pierwszym olimpijskim występie na Igrzyskach Olimpijskich w Antwerpii w 1920 roku w konkurencji wagi średniej nie został sklasyfikowany. Zawody wagi średniej podczas kolejnych igrzysk w Paryżu ukończył na czwartej lokacie.